# Agrilus saundersii
Agrilus saundersii é uma espécie de inseto do género Agrilus, família Buprestidae, ordem Coleoptera.
Foi descrita cientificamente por Murray, 1868.